# West Meon
West Meon è un villaggio e parrocchia civile dell'Inghilterra, appartenente alla contea dell'Hampshire.